# Claudia Gerini
Claudia Gerini (Roma, 18 dicembre 1971) è un'attrice italiana.

## Biografia
Nel 1985, all'età di 13 anni, vince il concorso di bellezza Miss Teenager. Nella giuria era presente anche Gianni Boncompagni. Nei primi anni ottanta appare in alcuni spot televisivi (Treets e Perugina). Nel 1987 partecipa al film Roba da ricchi nel ruolo della figlia di Lino Banfi. Esordisce nel 1991 in televisione nel programma Primadonna, ideato e diretto da Boncompagni, in cui conduce un gioco telefonico. In seguito entra a far parte di Non è la Rai, sempre per la regia di Boncompagni. Dopo aver concluso il liceo classico, intraprende la facoltà di sociologia all'università, che abbandona per dedicarsi alla recitazione e frequentare i laboratori di Beatrice Bracco e Francesca De Sapio.
Nel 1995 si fa conoscere, interpretando Jessica nel film Viaggi di nozze, diretto da Carlo Verdone e ormai considerato un cult. L'anno successivo, partecipa ad un altro film di Verdone, ossia Sono pazzo di Iris Blond. Per la sua interpretazione in quest'ultima pellicola, riceve il plauso della critica e la sua prima candidatura al David di Donatello.
Negli anni successivi prende parte a numerose produzioni cinematografiche, fra cui Fuochi d'artificio (1997), Tutti gli uomini del deficiente (1999), Lucignolo (1999) La passione di Cristo (2004) e Non ti muovere, per il quale riceve la seconda candidatura ai David di Donatello. Nel 2003, inoltre, doppia Marina nel film d'animazione Sinbad - La leggenda dei sette mari, mentre, a maggio 2006 è protagonista della miniserie TV in sei puntate 48 ore, in onda su Canale 5 e, dopo aver lavorato con Giuseppe Tornatore nel film La sconosciuta nel 2006, è protagonista del film di debutto alla regia del compagno Federico Zampaglione, Nero bifamiliare (2007). Ha inoltre interpretato Elisabetta, detta 'Titti', la sorella di Patti nella sitcom Camera Café.

Claudia Gerini (a destra) come co-conduttrice di Sanremo 2003 insieme a Serena Autieri, qui insieme alla vincitrice Alexia, ad Alex Britti (2º posto) e a Sergio Cammariere (3º posto)

Parallelamente all'attività di attrice, prende parte ad alcuni programmi televisivi: nel 1997 presenta una puntata di Mai dire gol, nel 2000 partecipa a Milano-Roma, con Corrado Guzzanti, nel 2003 conduce, con Pippo Baudo e Serena Autieri, il 53º Festival di Sanremo, nel 2007 conduce il Concerto del Primo Maggio. Si cimenta inoltre nel doppiaggio, dando voce a Madison Paige nel videogioco Heavy Rain, a Marina in Sinbad - La leggenda dei sette mari e a Barbie in Toy Story 3 - La grande fuga.
Nel 2008 torna a lavorare con Carlo Verdone nel film Grande, grosso e... Verdone e poi, prima dell'estate 2009, mentre è in attesa del secondo figlio, lancia una nuova carriera, pubblicando il suo primo album Like Never Before, un disco confezionato dal compagno Zampaglione in cui sono racchiuse cover di colonne sonore dei molti film che la Gerini ha dichiarato esser stati importanti per lei tanto da volerli omaggiare. Nel 2009 canta nell'ultimo disco di Claudio Baglioni Q.P.G.A., nella canzone La prima volta. Nello stesso anno torna nelle sale con Ex di Fausto Brizzi e Diverso da chi? di Umberto Carteni, per il quale vince un Ciak d'oro e ottiene una nomination ai David di Donatello come migliore attrice protagonista.
Nel 2012 recita nel film Tulpa - Perdizioni mortali di Federico Zampaglione, nel ruolo di Lisa. Nel 2013 recita in Amiche da morire di Giorgia Farina, per il quale vince il Super Ciak d'oro assieme alle altre protagoniste del film. Nello stesso anno recita nel film Indovina chi viene a Natale? di Fausto Brizzi. Nel 2014 è nelle sale con Tutta colpa di Freud di Paolo Genovese e Maldamore di Angelo Longoni. Per le interpretazioni in entrambi i film ottiene una nomination al Nastro d'argento come miglior attrice non protagonista. Nello stesso anno partecipa a due programmi televisivi: fa la giudice di La pista, talent show in prima serata su Rai 1 condotto da Flavio Insinna, e conduce con Enrico Brignano una puntata di Zelig su Italia 1.
Il 10 giugno 2015 recita con Sabrina Impacciatore nello spettacolo organizzato da Dove I monologhi delle ascelle, trasmesso in televisione da LA7 il successivo 1º luglio. A settembre dello stesso anno è nelle sale con L'esigenza di unirmi ogni volta con te di Tonino Zangardi. Recita inoltre in un episodio della sitcom Zio Gianni, trasmesso il 30 dicembre 2015. Nel 2017 è nel cast della commedia musicale dei Manetti Bros. Ammore e malavita, per la quale vince il David di Donatello per la migliore attrice non protagonista, ed è protagonista di Nove lune e mezza, accanto a Michela Andreozzi, che veste anche i panni di regista. Nello stesso anno, in televisione è tra i protagonisti di Suburra - La serie, prodotta da Netflix.
Il 26 aprile 2022 presenta a Roma Tapirulàn, il suo primo film da regista, in cui è anche protagonista. Nello stesso anno è la protagonista in Mancino naturale per il quale canta anche la colonna sonora Guagliuncè dell’artista urban Ivan Granatino.

## Vita privata
L'attrice è madre di due figlie, Rosa nata nel 2004, avuta dall'ex marito Alessandro Enginoli, dirigente finanziario con cui è stata sposata dal 2002 al 2004, e Linda, del 2009, avuta con Federico Zampaglione, cantante dei Tiromancino, al quale è stata legata dal 2004 al 2016.
Tra la fine degli anni '80 e gli inizi degli anni '90 ha avuto una relazione con Gianni Boncompagni, di quasi quarant'anni più anziano. Pratica regolarmente taekwondo dal 2007 e il 26 maggio 2013 ha ottenuto il grado di cintura nera presso la Federazione Italiana Taekwondo; ha dichiarato di essersi veramente interessata alle arti marziali dopo aver visto a fine 2006 su YouTube un AMV (Anime music video) sulla serie animata giapponese Ranma ½ intitolato Kung Fu Fighting, celebre canzone di Carl Douglas.

## Filmografia

### Attrice

#### Cinema

Claudia Gerini in Tutti gli uomini del deficiente (1999)

- Roba da ricchi, regia di Sergio Corbucci (1987)
- Ciao ma'... , regia di Giandomenico Curi (1988)
- Night Club, regia di Sergio Corbucci (1989)
- Favola crudele, regia di Roberto Leoni (1991)
- L'Atlantide, regia di Bob Swaim (1992)
- Padre e figlio, regia di Pasquale Pozzessere (1994)
- Viaggi di nozze, regia di Carlo Verdone (1995)
- L'anno prossimo vado a letto alle dieci, regia di Angelo Orlando (1995)
- Escoriandoli, regia di Antonio Rezza (1996)
- Sono pazzo di Iris Blond, regia di Carlo Verdone (1996)
- Fuochi d'artificio, regia di Leonardo Pieraccioni (1997)
- Lucignolo, regia di Massimo Ceccherini (1999)
- La vespa e la regina, regia di Antonello De Leo (1999)
- Il gioco, regia di Claudia Florio (1999)
- Tutti gli uomini del deficiente, regia di Paolo Costella (1999)
- Amarsi può darsi, regia di Alberto Taraglio (2001)
- HS Hors Service, regia di Jean-Paul Lilienfeld (2001)
- Off Key, regia di Manuel Gómez (2001)
- La playa de los galgos, regia di Carmelo Gómez (2002)
- Sotto il sole della Toscana (Under the Tuscan Sun), regia di Audrey Wells (2003)
- Al cuore si comanda, regia di Giovanni Morricone (2003)
- La passione di Cristo (The Passion of the Christ), regia di Mel Gibson (2004)
- Non ti muovere, regia di Sergio Castellitto (2004)
- Guardiani delle nuvole, regia di Luciano Odorisio (2004)
- La terra, regia di Sergio Rubini (2006)
- La sconosciuta, regia di Giuseppe Tornatore (2006)
- Viaggio segreto, regia di Roberto Andò (2006)
- Nero bifamiliare, regia di Federico Zampaglione (2007)
- Grande, grosso e... Verdone, regia di Carlo Verdone (2008)
- Aspettando il sole, regia di Ago Panini (2008)
- Ex, regia di Fausto Brizzi (2009)
- Diverso da chi?, regia di Umberto Carteni (2009)
- Meno male che ci sei, regia di Luis Prieto (2009)
- Il mio domani, regia di Marina Spada (2011)
- La leggenda di Kaspar Hauser, regia di Davide Manuli (2012)
- Com'è bello far l'amore, regia di Fausto Brizzi (2012)
- Reality, regia di Matteo Garrone (2012)
- Tulpa - Perdizioni mortali, regia di Federico Zampaglione (2012)
- Il comandante e la cicogna, regia di Silvio Soldini (2012)
- Una famiglia perfetta, regia di Paolo Genovese (2012)
- Amiche da morire, regia di Giorgia Farina (2013)
- Indovina chi viene a Natale?, regia di Fausto Brizzi (2013)
- Tutta colpa di Freud, regia di Paolo Genovese (2014)
- Maldamore, regia di Angelo Longoni (2014) – amichevole partecipazione
- L'esigenza di unirmi ogni volta con te, regia di Tonino Zangardi (2015)
- Nemiche per la pelle, regia di Luca Lucini (2016)
- Il traduttore, regia di Massimo Natale (2016)
- John Wick - Capitolo 2 (John Wick: Chapter 2), regia di Chad Stahelski (2017)
- Ammore e malavita, regia dei Manetti Bros. (2017)
- Nove lune e mezza, regia di Michela Andreozzi (2017)
- A casa tutti bene, regia di Gabriele Muccino (2018)
- Dolceroma, regia di Fabio Resinaro (2019)
- Detective per caso, regia di Giorgio Romano (2019)
- A mano disarmata, regia di Claudio Bonivento (2019)
- Non sono un assassino, regia di Andrea Zaccariello (2019)
- Hammamet, regia di Gianni Amelio (2020)
- Anna Rosenberg, regia di Michele Moscatelli (2020)
- Burraco fatale, regia di Giuliana Gamba (2020)
- Diabolik, regia dei Manetti Bros. (2021)
- Sulla giostra, regia di Giorgia Cecere (2021)
- Per tutta la vita, regia di Paolo Costella (2021)
- Lasciarsi un giorno a Roma, regia di Edoardo Leo (2021)
- Mancino naturale, regia di Salvatore Allocca (2021)
- Tapirulàn, regia di Claudia Gerini (2022)
- Il ragazzo e la tigre, regia di Brando Quilici (2022)
- I migliori giorni, regia di Massimiliano Bruno ed Edoardo Leo (2023)
- Lo sposo indeciso che non poteva o forse non voleva più uscire dal bagno, regia di Giorgio Amato (2023)
- L'ordine del tempo, regia di Liliana Cavani (2023)
- Sciacca - Un sogno fatto in Sicilia, regia di Michela Scolari (2023)
- Amleto è mio fratello, regia di Francesco Giuffrè (2023)
- The Well, regia di Federico Zampaglione (2024)
- Il corpo, regia di Vincenzo Alfieri (2024)
- Io sono un po’ matto e tu?, regia di Dario D’Ambrosi (2024)
- E se mio padre, regia di Solange Tonnini (2024)
- U.S. Palmese, regia dei Manetti Bros. (2025)

#### Televisione
- Classe di ferro – serie TV, episodio 2x11 (1991)
- Gioco perverso, regia di Italo Moscati – film TV (1993)
- Sotto la luna, regia di Franco Bernini – film TV (1998)
- Francesca e Nunziata, regia di Lina Wertmüller – film TV (2001)
- Camera Café – sitcom, episodi 1x76-1x78-1x300 (2003)
- 48 ore – serie TV (2006)
- Così fan tutte, regia di Gianluca Fumagalli – sitcom, 1 episodio (2009)
- Le segretarie del sesto, regia di Angelo Longoni – miniserie TV (2009)
- Labyrinth, regia di Christopher Smith – miniserie TV (2012)
- Zio Gianni – serie TV, episodio 2x08 (2015)
- Suburra - La serie – serie TV, 19 episodi (2017-2020)
- L'ispettore Coliandro – serie TV, episodio 7x02 (2018)
- Illuminate: Alda Merini, la musica delle parole, regia di Marco Spagnoli – docufilm (2020)
- Sophia!, regia di Marco Spagnoli – documentario (2022)
- From Scratch: la forza di un amore – serie TV, 8 episodi (2022)
- Sara - La donna nell’ombra – serie TV (2025)

#### Cortometraggi
- Zairo - Il primo giorno, regia di Antonio Centomani (2010)
- Bianca - Fase 2, regia di Federico Zampaglione (2020)
- La bambola di pezza, regia di Nicola Conversa (2022)

### Regista
- Tapirulàn (2022)

### Doppiatrice
- Marina in Sinbad - La leggenda dei sette mari (2003)
- Madison Paige in Heavy Rain (2010)
- Barbie in Toy Story 3 - La grande fuga (2010)

## Teatro
- Angelo e Beatrice, testo e regia di Francesco Apolloni (1995)
- Teppisti!, testo e regia di Giuseppe Manfridi (1996)
- Closer di Patrick Marber, regia di Luca Guadagnino (2001)

## Programmi televisivi
- Primadonna (Italia 1, 1991)
- Non è la Rai (Canale 5, 1991-1992)
- Mai dire Gol (Italia 1, 1997)
- Milano-Roma (Rai 3, 2000)
- Festival di Sanremo (Rai 1, 2003)
- Concerto del Primo Maggio (Rai 3, 2007)
- Premio Campiello (Rai 1, 2008)
- Amici di Maria De Filippi (Canale 5, 2012) – giurata
- La pista (Rai 1, 2014) – giurata
- Zelig (Canale 5, 2014) – conduttrice
- I monologhi delle ascelle (LA7d, 2015)
- Dance Dance Dance (Fox Life, 2017) – concorrente
- Sarà Sanremo (Rai 1, 2017)
- Tutti a scuola (Rai 1, 2018)
- Amore e altri rimedi (Fox Life, 2019)
- Drag Race Italia (Real Time, 2022) – giudice ospite
- Karaoke Night - Talenti senza vergogna (Prime Video, 2024) - concorrente

## Videoclip
- Amore impossibile dei Tiromancino, regia di Lamberto Bava (2004)
- L'alba di domani dei Tiromancino (2007)
- Maniac, regia di Dario Albertini (2010)
- Ho cambiato i piani di Arisa, regia di Michela Andreozzi (2017)
- Ho guardato il cielo de La scelta, regia di Mirko Frezza (2019)

## Spot televisivi
- Treets (1983)
- Bacio Perugina (1986)
- Ariston (1994)
- 3 (2010)
- De Cecco (dal 2020)

## Riconoscimenti
- David di Donatello
  - 1997 – Candidatura alla migliore attrice protagonista per Sono pazzo di Iris Blond
  - 2004 – Candidatura alla migliore attrice non protagonista per Non ti muovere
  - 2009 – Candidatura alla miglior attrice protagonista per Diverso da chi?
  - 2012 – Candidatura alla miglior attrice protagonista per Il mio domani
  - 2014 – Candidatura alla miglior attrice non protagonista per Tutta colpa di Freud
  - 2018 – Miglior attrice non protagonista per Ammore e malavita
  - 2021 – Candidatura alla miglior attrice non protagonista per Hammamet
- Nastro d'argento
  - 2005 – Candidatura alla migliore attrice non protagonista per La passione di Cristo
  - 2007 – Candidatura alla migliore attrice protagonista per La sconosciuta e Viaggio segreto
  - 2012 – Candidatura alla migliore attrice protagonista per Com'è bello far l'amore e Il mio domani
  - 2013 – Candidatura alla migliore attrice non protagonista per Il comandante e la cicogna e Una famiglia perfetta
  - 2014 – Candidatura alla migliore attrice non protagonista per Maldamore e Tutta colpa di Freud
  - 2018 – Candidatura alla migliore attrice in un film commedia per Ammore e malavita
  - 2018 – Premio Nino Manfredi per Ammore e malavita e A casa tutti bene
  - 2022 – Candidatura alla migliore attrice protagonista per Mancino naturale
- Ciak d'oro
  - 2009 – Migliore attrice protagonista per Diverso da chi?[10]
  - 2013 – SuperCiak d'oro[11]
  - 2018 – Migliore attrice non protagonista per Ammore e malavita[12]
- Premio Flaiano
  - 1997 – Miglior interprete per Sono pazzo di Iris Blond
  - 2012 – Miglior interprete femminile per Il mio domani
  - 2013 – Candidatura alla miglior interprete femminile per Com'è bello far l'amore

## Discografia

### Album in studio
- 1996 – Sono pazzo di Iris Blond (con Lele Marchitelli)
- 2009 – Like Never Before

### Singoli
- 2009 – Paradise
- 2009 – Maniac

### Collaborazioni
- 2003 – Ricetta di donna (con Ornella Vanoni)
- 2003 – Samba della rosa (con Ornella Vanoni)
- 2007 – Kill the Pain (con i Tiromancino)
- 2007 – Niña de luna (con i Tiromancino)
- 2009 – La prima volta (con Claudio Baglioni)
- 2009 – Aspettando il sole (con Nicola Tescari)
- 2014 – Remedios (con le Malmaritate)

## Opere
- Se chiudo gli occhi. Vita, amori e passioni di una pragmatica sognatrice, Piemme, 2023, ISBN 9788856688818.